# Heleophryne
Genre
Heleophryne est un genre d'amphibiens de la famille des Heleophrynidae.

## Répartition
Les six espèces de ce genre sont endémiques d'Afrique du Sud. Elles se rencontrent dans des régions montagneuses des provinces du Cap-Oriental et du Cap-Occidental.

## Liste des espèces
Selon Amphibian Species of the World (10 juin 2017) :
- Heleophryne depressa FitzSimons, 1946
- Heleophryne hewitti Boycott, 1988
- Heleophryne orientalis FitzSimons, 1946
- Heleophryne purcelli Sclater, 1898
- Heleophryne regis Hewitt, 1910
- Heleophryne rosei Hewitt, 1925

## Publication originale
- Sclater, 1898 : List of the reptiles and batrachians of South Africa, with descriptions of new species. Annals of the South African Museum, vol. 1, p. 95-111 (texte intégral).